# Samce (miasto)
Samce (Samtse) – miasto w Bhutanie; stolica dystryktu o tej samej nazwie; 5201 mieszkańców (2008).